# الهجرة غير الشرعية إلى ماليزيا
الهجرة غير الشرعية إلى ماليزيا يقصد بها حركة الأشخاص عبر الحدود إلى ماليزيا في ظل ظروف تفتقر إلى الإذن الرسمي بذلك عن طريق دخول البلاد من دون تصريح من الحكومة (تأشيرة) أو الدخول بشكل قانوني والبقاء داخل البلد بعد تاريخ انتهاء التأشيرة. أصبحت حركة العمال عبر الحدود راسخة في جنوب شرق آسيا، حيث تعد ماليزيا من الدول الرئيسية المستقبلة للعمالة، فيما إندونيسيا والفلبين هما الدولتين الرئيسيتين المُصدرتين للعمالة في المنطقة. أصبحت إدارة الهجرة عبر الحدود (العمل واللاجئين والاتجار بالبشر) قضية ذات أهمية متزايدة في ماليزيا وعلاقاتها الدولية.

## تعاريف
مصطلح «غير شرعية»، عندما يتم تطبيقه على «الهجرة» و «المهاجر»، تم استبداله في السنوات الأخيرة بعبارة «غير قانونية» أو «غير موثقة»، على أساس أن كلمة «غير شرعية» غير دقيقة ومهينة ومضرة. تبنت المؤسسات الرئيسية التسميات الجديدة: الجمعية العامة للأمم المتحدة (1975)، ومنظمة العمل الدولية (2004)، والبرلمان الأوروبي (2009)، والأسوشيتد برس (2013)، ووكالات الأنباء الأمريكية الأخرى.
نادراً ما تستخدم المصطلحات الجديدة في الخطاب الرسمي والأكاديمي في ماليزيا، حيث المصطلح الشائع هو «مهاجر غير شرعي». تستخدم وسائل الإعلام الماليزية مصطلح «المهاجرين غير الشرعيين» بانتظام، بينما يُنظر إلى المصطلح في مكان آخر على أنه ازدرائي وعفا عليه الزمن.
المصطلحات غامضة أيضًا لأن القانون الماليزي (قانون الهجرة 1959/63) لا يميز بين المهاجرين الاقتصاديين غير الشرعيين واللاجئين وطالبي اللجوء والأشخاص المُتاجر بهم؛ تم تصنيفهم جميعًا كمهاجرين غير شرعيين. يشير مصطلح «مهاجر غير شرعي» إلى مجموعة متنوعة من المجموعات التي جميعها عرضة للاعتقال والاحتجاز والترحيل بسبب جرائم الهجرة:
- الأشخاص الذين يدخلون سرا، دون التوفر على تأشيرة بالدخول.
- الأطفال المولودون لآباء مهاجرين ولم يتم تسجيل ولادتهم.
- طالبو اللجوء واللاجئون وضحايا الاتجار.
- الأشخاص الذين تم قبولهم بترخيص مناسب ولكنهم يخرقون شروط القبول (على سبيل المثال، عن طريق الدخول بتأشيرات الدراسة أو السياحة ثم العمل بعد ذلك).
- الأشخاص المقبولون بترخيص العمل، لكنهم يخرقون شروط هذا الترخيص (على سبيل المثال، من خلال تغيير عملهم أو صاحب العمل).
- أولئك الذين تم قبولهم بترخيص للعمل، ولكن تم إلغاء تصريح العمل عن طريق الخطأ من قبل أرباب العمل في نزاع العمل.
- أولئك الذين تم قبولهم بترخيص مناسب، لكن انتهت صلاحية تصريح الإقامة.
- أولئك الذين تم قبولهم بترخيص للعمل ولكن انتهت صلاحية ترخيص العمل.
- اللاجئون في صباح الذين تم قبولهم لإقامة مؤقتة بموجب برنامج IMM13P (يجب التجديد سنويًا) لكنهم فشلوا في التجديد.
- الحاصلين على تأشيرة مزيفة أو مزورة.
- الحاصلون على تأشيرة رسمية تم الحصول عليها عن طريق الاحتيال.

## خلفية
إن أنماط الهجرة وأدوار واستجابات الحكومات في المنطقة فيما يتعلق بالهجرة متأصلة في تاريخ المنطقة. ماليزيا في الوقت الحاضر كانت مفترق طرق للهجرة، حيث كانت الحدود بينها والدول المجاورة لها إما مفقودة أو غير محصنة.

### الهجرة ما قبل الاستعمار
كانت الأجيال الأولى من المهاجرين من الشعوب الأصلية، وبالضبط من أورانغ أسلي، حيث يُعتقد أنهم كانوا جزءا من الموجة الأولى للهجرة من إفريقيا منذ حوالي 50,000 عاما.
تطورت شبه جزيرة ملايو من احتضانها لموانئ ازدهرت على الطرق التجارية من الصين إلى الهند، واستضافت المهاجرين القادمين من أجل التجارة في الموانئ، واندمج بعضهم داخل المجتمعات المحلية. بحلول القرن الخامس الميلادي، تطورت شبكات هذه البلدات إلى مناطق منظمة ذات نفوذ سياسي يحددها مركزها بدلاً من حدودها. في المحيط، تكون المراقبة أقل تأكيدا. قد تكون الحدود قابلة للنفاذ وتتداخل السيطرة في بعض الأحيان؛ مناطق قد تكون تحت حكم عدة قوى سياسية أو أحيانا لا شيء.
خلال فترة حكم ممالك لانغكاسوكا في القرن الثاني، وإمبراطورية سريفيجايا في القرن الثامن عشر وسلطنة ملقا في القرن الخامس عشر، كان مركز القوة ينتقل بين سومطرة وشبه جزيرة الملايو. بالإضافة إلى ارتباطهما بالحكم السياسي، كانت سومطرة وشبه جزيرة الملايو مرتبطة أيضًا بروابط الزاوج بين النخبة الحاكمة في سومطرة وفي شبه الجزيرة (مما أدى إلى هجرة أتباعهم).
هناك مهاجرون مهمون آخرون في وقت مبكر، هم أولئك الذين يُسمون الآن بالملايو أناك داجانغ (هم غير الملايو الذين هاجروا إلى المنطقة واندمجوا لاحقًا في شعب الملايو)، والذين يختلفون عن الملايو أناك جاتي والذين يعدون من الملايو الأصليين في المنطقة، بما في ذلك شعب المينانغكابو من سومطرة وشعب بوقس من سولاوسي بإندونيسيا. استنادًا إلى تاريخ ماليزيا الطويل كمجتمع للمهاجرين، يقول الباحثون في جامعة ساينس ماليزيا: «ومع ذلك، من المناسب أن نضع الأمور في نصابها تمامًا في ما يخص هجرة الناس إلى الجيب الذي تم إنشاؤه صناعيا والمعروف باسم ماليزيا اليوم، فتاريخ ذلك يعود إلى قرون، وماليزيا مثل العديد من المستعمرات السابقة مُصطنعة...».
يستخلص الباحث أنتوني ريد استنتاجًا آخر من هذا التاريخ - أن ماليزيا، مثل الولايات المتحدة وأستراليا، يُنظر إليها على أنها مجتمع مهاجرين:
في ماليزيا، بطبيعة الحال، تتطلب الإيديولوجية الرسمية اعتبار 62 في المائة من السكان «أبناء التربة»، كما تم تعريفهم من الناحية العرقية بدلاً من مكان الميلاد. ولكن هناك أيضًا تقاليد قديمة قبل القومية تتمثل في فهم الملايو كمجتمع مهاجر، وكنزعة كما هو الحال في مجتمعات المهاجرين الأخرى بالنسبة للمهاجرين حديثي العهد نسبياً في جميع المجتمعات لتوفير الكثير من الطاقة والقيادة المبتكرة...

### اللاجئون وطالبي اللجوء
ماليزيا، مثلها مثل معظم جيرانها في جنوب شرق آسيا، لم توقع على الاتفاقية الخاصة بوضع اللاجئين لعام 1951 وتؤكد أن الأجانب الوافدين حديثًا هم مهاجرون غير شرعيين وليسوا لاجئين. ومع ذلك، فمنذ أوائل سبعينيات القرن العشرين سمحت للمسلمين المتورطين في نزاع في بلدهم (خاصة شعب مورو في مينداناو جنوب الفلبين) بالتماس اللجوء في ماليزيا. في عام 1975، قبلت ماليزيا الآلاف من المسلمين الكمبوديين الذين فروا من نظام بول بوت. خلال أزمة اللاجئين في الهند الصينية، سمحت ماليزيا لعدد صغير من المسلمين الكمبوديين بالهجرة (بمساعدة من منظمة الرفاه الإسلامية الماليزية، وبتمويل من المفوضية السامية للأمم المتحدة لشؤون اللاجئين التابعة للأمم المتحدة والحكومة الماليزية. في عام 1980، بدأت ماليزيا في قبول مسلمي الروهينغيا وآتشيه الذين فروا من الاضطهاد في ميانمار والتمرد في إندونيسيا.

## السياسة
وعدت وزارة الهجرة في ماليزيا بأن ماليزيا ستكون خالية من المهاجرين غير الشرعيين بحلول عام 2020.

### برنامج العفو
في عام 2011، قدمت ماليزيا برنامج 6P لتقليل عدد المهاجرين غير الشرعيين. الـ 6P اختصار لستة كلمات من اللغة الملاوية تبدأ ب حرف p وهي: تسجيل (بالماليزية: pendaftaran)، تقنين (بالماليزية: pemutihan)، عفو (بالماليزية: pengampunan)، إشراف (بالماليزية: pemantauan)، إنفاذ (بالماليزية: penguatkuasaan) وترحيل (بالماليزية: pengusiran). مُنح المهاجرون غير الشرعيين ثلاثة أسابيع لقبول العرض أو مواجهة عقوبات قانونية إذا وُجدوا بدون وثيقة سفر صالحة أو تصريح عمل ساري المفعول. كانت هناك دعوة لتعزيز البرنامج من خلال مراقبة شركات الإدارة التي تشتغل كوسيط بين أرباب العمل والعمال الأجانب غير الشرعيين.

### التطبيق
قامت السلطات الماليزية في كثير من الأحيان باتخاذ إجراءات صارمة ضد المهاجرين غير الشرعيين (أحيانًا دون سابق إنذار)، مع تشديد أكثر منذ عام 2014. المهاجرون غير الشرعيين يتعرضون للسجن والضرب بالعصا والترحيل. في أوائل عام 2017، حُكم على موظف سابق في إدارة التسجيل الماليزية (JPN) بالسجن لمدة 156 عاما بسبب منحه الجنسية لمهاجرين غير شرعيين من الفلبين في صباح.

### التعاون الإقليمي
تم تشكيل لجنة حدود مشتركة مع الفلبين للقيام بدوريات من جنوب الفلبين إلى شرق ماليزيا، ووافقت تايلاند على إطالة جدارها الحدودي على طول ولاية كيدا الماليزية للحد من تدفق العمال غير الشرعيين عبر الحدود الماليزية التايلاندية. حثت السفيرة الإسبانية في ماليزيا ماريا باسولس ديلجادو ماليزيا على تطوير علاقات أوثق مع دول الآسيان الأخرى لحل مشكلة المهاجرين: «التفاهم الوثيق بين دول الآسيان سيؤدي إلى نهج أكثر فعالية لتحديد الأفراد الذين دخلوا البلاد بطريقة غير شرعية ودون تحديد الهوية وهذا من شأنه تسهيل عملية ترحيلهم إلى بلدانهم الأصلية». استقبل ماليزيا زورقي دورية من طراز باي من أستراليا في عام 2015، وقالت إن هذه القطع البحرية ستستخدم لحماية حدودها البحرية من الهجرة غير الشرعية عبر مضيق ملقا. قبل اجتماع في نوفمبر 2016 بين الرئيس الفلبيني رودريغو دوتيرتي ورئيس الوزراء الماليزي نجيب رزاق في بوتراجايا، اتفق الزعيمان على ترحيل المهاجرين واللاجئين الفلبينيين غير الشرعيين في صباح إلى الفلبين ووقعوا اتفاقات لتحسين الظروف الاجتماعية للمهاجرين الفلبينيين الشرعيين والمغتربين في الدولة من خلال بناء مدرسة ومستشفى وافتتاح قنصلية. في ذلك الشهر، أعلن وزير الدفاع التايلاندي براويت ونغسوان عن خطة لاستبدال السياج الحدودي الجنوبي بين ماليزيا وتايلاند بجدار؛ حصل ونغسوان على الفكرة خلال اجتماع في لاوس مع نظرائه الماليزيين.